# ستيف باومغارتنر
ستيف باومغارتنر (بالإنجليزية: Steve Baumgartner)‏ هو لاعب كرة قدم أمريكية أمريكي، ولد في 26 مارس 1951 في شيكاغو في الولايات المتحدة.

## وصلات خارجية
- ستيف باومغارتنر على موقع مرجع كرة القدم المحترفة.كوم (الإنجليزية)